# Ilipa
Ilipa (en griego antiguo: Ἴλιπα) o Ilipa Magna fue una antigua ciudad ibérica situada en la orilla derecha del río Betis (Guadalquivir) en uno de sus meandros que formó posteriormente parte de la provincia de Hispania Ulterior y del convento jurídico de Hispalis localizada hoy día en el término de Alcalá del Río, provincia de Sevilla, España.
Situada en el territorio de los turdetanos, la ciudad por su situación estratégica y fortificada con grandes murallas, controlaba las vías terrestres y fluviales, que enlazaban con las minas de plata de Sierra Morena y por su feraz agricultura, tuvo un posicionamiento importante. Contaba para el suministro de agua potable con un acueducto que recorría unos 17 km desde la sierra Norte de Sevilla y del que en la actualidad no se conservan restos. Por eso la dieron el nombre de Magna, la Grande.

## Segunda guerra púnica
Durante la segunda guerra púnica entre los romanos y los cartagineses, Escipión el Africano se enfrentó en el 206 a. C. al general Magón Barca, uno de los hijos de Amílcar Barca y hermano de Aníbal en la batalla de Ilipa en las inmediaciones del Cortijo del Vado de las Estacas, muy cerca de la ciudad. Con esta importante victoria romana, se sellaría, de facto, el final  de la supremacía cartaginesa en la península ibérica.
Después de la batalla, Escipión fundaría para los mutilados de guerra la ciudad de Itálica. 
En tiempos de los visigodos, el lugar es mencionado como diócesis eclesiástica.
Además de restos de la muralla romana y otros restos arqueológicos que se encuentran en el Museo Arqueológico de Sevilla se han encontrado en 2013 mosaicos romanos del siglo III que pavimentaban una domus.